# 金镇铉
金镇铉（김진현，1987年7月6日—），韩国足球运动员，现效力于日本职业足球联赛球队大阪樱花。

## 俱乐部生涯
金镇铉2009年在J2联赛球队大阪樱花开始职业足球生涯，他在职业生涯的第一个赛季即成为球队主力，联赛出场50次，帮助大阪樱花以联赛亚军的成绩重返J1联赛。

## 国家队生涯
金镇铉在2010年12月被招入韩国国家队参加2011年亚洲杯足球赛的名单，但他并没有在杯赛中出场。2012年5月30日，他在韩国和西班牙的友谊赛首发出场，第一次在国际A级比赛亮相。
金镇铉在2018年夏天被招入韩国国家队参加2018年世界杯足球赛的名单，但未有上陣。

## 外部連結
- 日本職業足球聯賽中的金镇铉 （日語）
- 大阪樱花球员介紹 （页面存档备份，存于）
- 金镇铉 於 yahoo.co.jp